# تاما درامز
تاما درامز، (به انگلیسی: Tama Drums) یک نام تجاری از شرکت ژاپنی تجهیزات موسیقی هوشینو گاکی در تولید و عرضه طبل و سخت‌افزار درام است. فعالیت‌های تحقیق و توسعه محصولات تاما، به همراه تولید درام‌های حرفه‌ای، در شهر ستو ژاپن انجام می‌شود. این در حالی است که سخت‌افزارها و درام‌های ارزان قیمت آن در گوانگ‌ژو چین ساخته می‌شوند. هوشینو دارای دفاتر متعددی در سراسر جهان برای بازاریابی و توزیع عمده است. درام‌های طراحی شده برای بازار ایالات متحده در دفتر هوشینو آمریکا واقع در بنسالم پنسیلوانیا هم گذاری و انبار می‌شوند. شعبهٔ ایالات متحده همچنین به بازاریابی و فعالیت‌های تحقیق و توسعه تاما کمک می‌کند.

## هنرمندان قابل توجه
- تیم الکساندر - پرایمس
- جان دالمایان - سیستم آو ا داون
- چد باتلر - سوئیچ فوت
- جان بلک‌ول - پرنس، میز
- پت تروپی - مستر. بیگ
- جان استنیر - بتلز، هلمت
- بیل وارد - بلک سبث
- راجر تیلور - دورن دورن
- لارس اولریش - متالیکا
- چارلی بنانته - انترکس
- تروی لاکتا - تسلا
- رندی کستیلو - آزی آزبورن
- جک بیون - فولز
- ایب کانینگهام - دفتونز
- استوارت کوپلند - پلیس
- یوکا نوالاینن - نایت‌ویش
- میکا کارپینن - هیم
- یوشیکی - ایکس جپن
- لری مولن، جونیور - یوتو
- دیو مکینتاش - درگونفورس
- پیتر وایلدوئر - دارکین
- پل مازرکویچ - کنیبال کورپس
- مایک پورتنوی - د وینری داگز، (پیشین) آدرنالین ماب، (پیشین) دریم تیتر، (پیشین) اونجد سون‌فولد
- جیسون رالو - سیمفونی ایکس
- برن دیلور - مستودون
- سیمون فیلیپس - توتو
- ادی لیوینگستن - بیلی پرستون (پیشین)، آرمور سنت (پیشین)
- دیوید سیلوریا - کورن (پیشین)
- برندون بارنز - رایز اگنست
- جیسون کاستا - آل دت ریمینز
- ریموند هررا - (پیشین) فیر فکتری
- شنون لوکاس - د بلک دالیا مردر
- استیون ادلر - (پیشین) گانز ان رزز
- جکی بارنز - جیمی بارنز
- دومینیک هاوارد - میوز
- دین باتروورث - گود شارلوت
- اسکات تراویس - جوداس پریست، ریسر ایکس
- لونگنیو دبلیو. پارسونز سوم - یلوکارد
- ران ولتی - آف‌اسپرینگ (پیشین)

### هنرمندان پیشین
- بیلی کابهم
- کریستف اشنایدر - رامشتاین
- استیو فلتون - ماشروم‌هد
- دیو لومباردو - (پیشین) اسلیر
- نیل پرت - راش
- نیک منزا - (پیشین) مگادث
- جیسون بیتنر - شدوز فال
- دیو گرول - نیروانا (پیشین)
- جرمی اسپنسر - فایو فینگر دث پانچ